# Собор єпископів Української православної церкви (Московського патріархату) (2014)
Собор єпископів УПЦ МП (2014) — собор, скликаний 13 серпня 2014 року згідно з ухвалою Синоду УПЦ МП від 7 липня 2014 року для обрання керівника організації — Митрополита Київського і всієї України за версією РПЦ.

## Причини
5 липня 2014 року у віці 78 років та на 23 році керівництва РПЦвУ помер керівник організації Володимир Сабодан.

## Вибори
Рішенням собору було обрано митрополита УПЦ МП Чернівецького і Буковинського Онуфрія Березовського. За нього віддали голоси 48 єпископів РПЦвУ.
Після першого туру голоси лідерів розподілилися наступним чином: митрополит Чернівецький і Буковинський Онуфрій — 36, митрополит Бориспільський і Броварський Антоній — 24, митрополит Вінницький і Барський Симеон — 9.

## Оцінка результатів собору
|                                                                                | Для нас дуже прикро, що не патріот України став предстоятелем Української православної церкви Московського патріархату. Чому прикро і чому ми вважаємо, що він не патріот, – тому що він противник входження України асоційованим членом у Європейський Союз. Він був противником автокефалії Української православної церкви у 1992 році, він не засудив агресію Росії у Криму і не засуджує до цього часу, він закликав роззброїти нашу армію і сепаратистів, але не закликав роззброїти російську армію. Це все свідчить про те, що він не є патріот, а якщо він не є патріот, то він не буде захищати інтереси української церкви, він буде захищати інтереси російської церкви |
| — Патріарх Київський і всієї Руси-України, предстоятель УПЦ КП Філарет, ІА ЗІК | |

|                                                           | ... Митрополит Онуфрій є дуже витриманою людиною відносно церковно-державних стосунків. Система його церковного управління і єпархією, і Церквою, за період його Місцеблюстительства, показала, що ці стосунки мають бути суто дипломатичними, такими які не загрожують розвитку Церкви і Держави, суспільних відносин і не загрожують процесу злиття Церкви і Держави, тобто не політизують Церкву. Пріоритетом Митрополита Онуфрія є молитва про Державу, державну владу та український народ, в якій Господь мусить всіх умудрити. Мені здається, що церковно-державна позиція Митрополита Онуфрія не буде відрізнятися від позиції блаженнопочившого Митрополита Володимира |
| — Єпископ Львівський і Галицький УПЦ МП Філарет, ІА УНІАН | |

|                                                            | ... практично кожна здорова проукраїнська ідея в тексті «Постанов» зустріла критику з боку ряду єпископів. Відбувалися дискусії, під час яких пропонувалося замінити формулювання на цілком протилежні, в дусі ідей «Русского мира» чи пацифізму. Але все-таки єпископат знаходив більш м'які, але проукраїнські формулювання. ... Якщо Онуфрій такий «не патріот», як говорить Патріарх Філарет і прибічник ідей «Русмира», як твердить владика Евстратій, — то як можливі всі ці «Постанови»? ... бачимо плоди діяльності проукраїнської більшості єпископату УПЦ навіть після обрання митрополита Онуфрія. Можемо ці плоди цінувати чи ні, але вони — є. Так само, як є й ця більшість. І УПЦ — все-таки Церква українська, а не лише Православна. |
| — Доктор філософських наук Юрій Чорноморець, Газета «День» | |